# اچ‌ام‌اس ترایدنت (ان۵۲)
اچ‌ام‌اس ترایدنت (ان۵۲) (به انگلیسی: HMS Trident (N52)) یک زیردریایی بود که طول آن ۲۷۵ فوت (۸۴ متر) بود. این زیردریایی در سال ۱۹۳۸ ساخته شد.